# دبليو دبليو إي 13
دبليو دبليو إي 13 (بالإنجليزية: WWE '13) هي لعبة فيديو طورت من قبل شركة يوكز وأصدرتها تي إتش كيو (صدرت في السوق بتاريخ 30 أكتوبر عام 2012 على جهاز الاكس بوكس 360 وبلاي ستيشن 3 والوي ولعبة تركز على العصر القديم في دبليو دبليو أي. وترتكز اللعبة على خمس شخصيات خالدة.

## وصلات خارجية
- الموقع الرسمي نسخة محفوظة 2 ديسمبر 2012 على موقع واي باك مشين.
- اللاعبين المتوفرين نسخة محفوظة 19 أغسطس 2012 على موقع واي باك مشين.